# Карл Вент
Карл Вент (англ. Carl Venth; 16 лютого 1860, Кельн — 29 січня 1938, Сан-Антоніо
) — німецько-американський скрипаль, композитор і диригент.

## Біографія
Почав вчитися грі на скрипці в дев'ятирічному віці у свого батька, потім навчався в Кельнській консерваторії, де вивчав скрипку під керівництвом Георга Яфи і композицію у Фердинанда Хіллера, Отто Клаувеля, Густава Єнсена. У 1877 р. закінчив Брюссельську консерваторію по класу скрипки Генрика Венявського. 
У 1878 р. зайняв пост концертмейстера в оркестрі Утрехта під керівництвом Ріхарда Хола, з ним же дебютував як соліст. У 1879 році здійснив турне Нідерландами (16 концертів в 12 містах) разом з піаністом Альфредом Патцигом і віолончелісткою Луїзою Вандерслеб-Патциг, потім деякий час був концертмейстером Фламандської опери в Брюсселі і в одній з паризьких оперних труп. 
З 1880 р. жив і працював в США, спочатку гастролював як соліст, з 1884 р. грав в оркестрі Метрополітен-опера. У 1889 р. заснував в Брукліні музичну школу, в 1890 р. заснував і очолив Бруклінський симфонічний оркестр, з 1891 р. очолював також струнний квартет Вента. Виступав також як концертмейстер і диригент кількох інших другорядних нью-йоркських колективів. 
У 1908 р. перебрався в Техас, спочатку як завідувач катедри скрипки в Коледжі Кідд-Кей в Шермані. Потім очолив аматорський оркестр в Далласі, а в 1911 р., об'єднавши свій колектив з оркестром Волтера Фріда, став головним диригентом Далласького симфонічного оркестру, залишаючись на цій посаді до 1914 р. Потім короткий час очолював оркестр в Форт-Верт, в 1914-1931 рр. керував відділом мистецтва в Техаському жіночому коледжі (нині Техаський Весліанський університет), одночасно з 1927 р. виконуючи обов'язки концертмейстера в Даллаському симфонічному оркестрі. З 1931 р. очолював відділ мистецтва в Університеті Трініті в Сан-Антоніо, викладав теорію музики, гармонію і скрипку. 
Написав опери «Пан», «Айонскій монах» (англ. The Monk of Iona) і «Чесна Бетті» (англ. Fair Betty Fair Betty), поема для хору і оркестру «Дзвін» (нім. Die Glocke; по Фрідріху Шиллеру), кантати, два скрипкові концерти, два струнних квартети, фортепіанне тріо, три скрипкових сонати, фортепіанні п'єси, численні вокальні твори. Посмертно опублікована автобіографія «Мої спогади» (англ. My Memories). 